# Rik van Trigt
Rik van Trigt (Zevenhoven, 1962) is een Nederlands triatleet.
In 1990, 1992, 1993, 1994 behaalde hij de derde plaats op het NK triatlon op de lange afstand in Almere. Zijn eerste hele triatlon liep hij uit in 1989. In totaal voltooide hij twintig hele triatlons. In 1997 zette Van Trigt (toen militair sportinstructeur van beroep) een punt achter zijn sportcarrière.
In januari 2003 werd hij docent aan het opleidingscentrum voor militaire sportinstructeurs.

## Belangrijkste prestaties
- 1990:  NK triatlon op de lange afstand in Almere - 8:46.22
- 1992:  NK triatlon op de lange afstand in Almere - 8:41.03
- 1993:  NK triatlon op de lange afstand in Almere - 8:19.21
- 1994:  NK triatlon op de lange afstand in Almere - 8:42.17 (4e overall)
- 1997: 10e bij de triatlon van Almere - 8:32:07